# Campeonato Mundial de Halterofilia de 1978
El LII Campeonato Mundial de Halterofilia se celebró en Gettysburg (Estados Unidos) entre el 4 y el 8 de octubre de 1978 bajo la organización de la Federación Internacional de Halterofilia (IWF) y la Federación Estadounidense de Halterofilia.
En el evento participaron 185 halterófilos de 35 federaciones nacionales afiliadas a la IWF.

## Medallistas
| Evento  | Oro                            | Plata                                | Bronce                              |
| ------- | ------------------------------ | ------------------------------------ | ----------------------------------- |
| 52 kg   | Kanybek Osmonaliyev URSS 240,0 | Tadeusz Golik · Polonia · 237,5      | Francisco Casamayor · Cuba · 230,0  |
| 56 kg   | Daniel Núñez · Cuba · 260,0    | Marek Seweryn · Polonia · 252,5      | Kenkichi Ando Japón 252,5           |
| 60 kg   | Nikolai Kolesnikov URSS 270,0  | Takashi Saito Japón 267,5            | Valentin Todorov Bulgaria 267,5     |
| 67,5 kg | Yanko Rusev Bulgaria 310,0     | Zbigniew Kaczmarek · Polonia · 302,5 | Günter Ambraß RDA 300,0             |
| 75 kg   | Roberto Urrutia · Cuba · 347,5 | Vartan Militosian URSS 337,5         | Peter Wenzel RDA 335,0              |
| 82,5 kg | Yurik Vardanian URSS 377,5     | Péter Baczakó · Hungría · 352,5      | Paweł Rabczewski · Polonia · 345,0  |
| 90 kg   | Rolf Milser RFA 377,5          | Guennadi Bessonov URSS 375,0         | Ferenc Antalovics · Hungría · 367,5 |
| 100 kg  | David Rigert URSS 390,0        | Serguei Arakelov URSS 390,0          | Manfred Funke RDA 367,5             |
| 110 kg  | Yuri Zaitsev URSS 402,5        | Jürgen Ciezki RDA 385,0              | Leif Nilsson · Suecia · 385,0       |
| +110 kg | Jürgen Heuser RDA 417,5        | Sultan Rajmanov URSS 417,5           | Gerd Bonk RDA 410,0                 |

1. 1 2 3  Arrancada (kg) + dos tiempos (kg) = total olímpico (kg).

## Medallero
| Núm. | País     | Oro | Plata | Bronce | Total |
| ---- | -------- | --- | ----- | ------ | ----- |
| 1    | URSS     | 5   | 4     | 0      | 9     |
| 2    | Cuba     | 2   | 0     | 1      | 3     |
| 3    | RDA      | 1   | 1     | 4      | 6     |
| 4    | Bulgaria | 1   | 0     | 1      | 2     |
| 5    | RFA      | 1   | 0     | 0      | 1     |
| 6    | Polonia  | 0   | 3     | 1      | 4     |
| 7    | Hungría  | 0   | 1     | 1      | 2     |
| 7    | Japón    | 0   | 1     | 1      | 2     |
| 9    | Suecia   | 0   | 0     | 1      | 1     |
|      | TOTAL    | 10  | 10    | 10     | 30    |